# Долішнє (Новороздільська міська громада)
Долішнє — село в Україні, в Миколаївському районі Львівської області. Село називалось Ляшки Долішні до 1946 року[1].
Село Долішнє розташоване на віддалі 24 км від районного центру - м. Миколаїв і 62 км. від обласного центру - м. Львів., 2 км від залізничної станції - Бориничі. Село межує зі сходу із селами Бориничі та Дроховичі, з півдня - селами Руда (Рудківці), із заходу - з селом Горішнє, з півночі - з селом Бориничі. Довжина території села із сходу на захід 4,1 км, з півночі на південь 4,2 км.
Населення становить 338 осіб. Орган місцевого самоврядування - Горішненська сільська рада. Площа села становить 474,5 га (4,74 км. кв.), з них 2194,2 га - ріллі,  103,7 га - сінокосів, 43,1 га - пасовищ, 3,5 га - садів, 30,0 га- інших угідь. За багаторічними спостереженнями Львівської метеорологічної станції середньорічна температура повітря становить +7.5 С. Максимальна температура становить +35 С. Мінімальна температура становить -35 С.

## Історія
Перша письмова згадка про населений пункт «Ляшки» в цьому місці датована 1439 роком. Імовірно, село було засноване значно раніше. Найбільш імовірно, що село постало ще в часи існування Галицько-Волинського князівства. Село було розташоване в урочищах Солоне і Підвертабами на віддалі 1 км від теперішнього с. Долішнє і 1,5 км від с. Рудківці. У 1515 р. село Ляшки було повністю спалене татарами. Тоді священник із 40 родинами розселились уздовж лісу. Ця подія дає нам усі підстави вважати 1515 рік - роком заснування сіл Ляшки Горішні і Ляшки Долішні, вдальнішому села Горішнє і Долішнє. У 1899 році за 1,2 кілометра від села засновано мазурську колонію Красна Гора. 

## Церква
Сива давнина затерла сліди першої церкви в селі Долішнє. Відомо тільки, що в 1515 р., після того як село Ляшки було повністю спалене татарами , священник із 40-ка родинами розселився вздовж лісу. Це дає підставу вважати, що церква в селі була ще до 1515 р. В 1650-му році в селі Ляшки Долішні була збудована капличка, а в 1700-му році на місці каплички була збудовна дерев'яна церква св. Косми і Дем'яна. Фундатором церкви був Францішик Рогаля і його дружина Єліжбета. У 1892 р. був збудований цегляний парафіяльний будинок, який стоїть і по сьогоднішній день. У 1898 р. був проведений капітальний ремонт церкви, було замінено нижні підлоги. Майстром ремонту був Ритаровський дмитро.
3 квітня 1930 р. на парафію в с. Ляшки Долішні прибув о. А. Мельник, який пробув на парафії до 24 червня 1936 р., о. А. Мельник народився 7 грудня 1888 р. в с. Сиратень Рогатинського району. А. Мельник був найактивнішим парохом за останні 200-ті років. Він добре володів польською, німецькою та англійською мовами., багато писав і перекладав. Він брав активну участь у житті Просвіти (керував хором, читав вірші, організовував фестивалі, читав у читальчі книжки людям). О. А. Мельник був великим провідником християнської віри і справжнім патріотом свого Українського народу. У 1982 р. було вдруге зроблено капітальний ремонт церкви (замінено нижні підлоги, гонти, всередині церкву оббито деревоплитами і розмальовано). Головним майстром ремонту був Дяків Михайло. В 2004 р. в селі Долішнє було зроблено реконструкцію даху церкви. Замість 1 купола було зроблено 3 купола і покрито дах бляхою. Керував реконструкцією Звозда Михайло. Його активними помічниками були Панчишин В., Ігначук Я. і Войтович А. В церкві проводяться всі обряди по сьогоднішній день.

## Школа
Неможливо зараз визначити, коли була заснована перша школа в Ляшках і якою вона була. Відомо тільки, що в церкві Ляшок 1765 року була книжка Іонакія Галятовського "Ключ розумінія". З проповідей, які священник вичитував у ключі розумінія, парафіяни довідувались не лише про "житіє святих" чи про історичні події, але й про філософські течії, про стан природничої науки у світі, всесвіту тощо.
З часом освітні реформи дійшли і до Ляшок. У 1832 році тут працювала школа - дяківка, а 28 вересня 1861 року була заснована тривіальна школа в Ляшках Долішніх. У 1864 році школа вже була двокласною. У 1874 році школа була визнана філіальною відносно статової школи в Берездівцях. У 1884 році в Ляшках Долішніх була збудована нова школа. Влітку 1892 року школа в Ляшках Долішніх отримала статус статової (самостійної). в 1913 році в Ляшках Горішніх працювала двокласна школа. У 1923 в Ляшках Горішніх була збудована польська школа, яка проіснувала до 1939 року. З 1939 року по 1944 рік школа була 4-класною. Після війни, з 1945 року в селі Долішне із 4-класної школи перетворили у семикласну. 
У 20 сторіччі вищі навчальні заклади закінчили 26 чоловік і вже в 21 5 чоловік. З них - 1 доктор наук Рудий Андрій, 1 юрист Школьник В., 14 інженерів, 6 учителів, економістів, 1 священник і 1 дизайнер.

## Просвіта
В селі Ляшки Долішні "Просвіта" почала діяти в 1924 р., знаходилась вона в приміщенні сільської ради. У 1931 р. був побудований будинок "Просвіти" . Цей будинок простояв до 1964 р. У 1964 р. був побудований новий будинок "Просвіти", який діє по сьогоднішній день.

## Значні події села
1970 р.- збудована церква.
1848 р.- встановлений пам'ятник у честь скасування панщини.
1884 р.- збудована школа. 
Червень 1913 р.- приїздив у село Митрополит Андрей Шептицький.
1936 р.- засновано церковний хор.
1958 р.- проведено електрифікацію.
1964 р.- збудовано будинок "Просвіти".
1975 р. - проведена газифікація села.
13 жовтня 2013 р.- посвячено капличку.
16 серпня 2015 р.- відзначено 500-річчя заснування села.

## Відомі люди [ред. • ред. код]
Спас Йосиф - сотник УПА
Бариляк Іван - художник, громадський діяч
Рудий Андрій - Доктор Богословських наук

## Найбільш поширені прізвища
Спас, Балян, Бариляк